# Lambert (unità di misura)
Il lambert (simbolo L) è un'unità di misura non SI della luminanza, così chiamata da Johann Heinrich Lambert (1728 - 1777), un matematico, fisico e astronomo tedesco.
L'unità SI è la candela per metro quadro: (cd/m2).

## Definizione
1 lambert (L) = {\displaystyle {\frac {1}{\pi }}} candela per centimetro quadro (0,3183 cd/cm2) o {\displaystyle {\frac {10^{4}}{\pi }}} cd m-2 (3183 nit).